# Kolkom (Tangaye)
Pour les articles homonymes, voir Kolkom.
Kolkom est une localité située dans le département de Tangaye de la province du Yatenga dans la région Nord au Burkina Faso.

## Géographie
Kolkom se trouve à 2 km au sud-est de Douma, à environ 23 km au nord-ouest de Tangaye, le chef-lieu du département, et à environ 40 km à l'ouest du centre de Ouahigouya.

## Santé et éducation
Le centre de soins le plus proche de Kolkom est le centre de santé et de promotion sociale (CSPS) de Douma tandis que le centre hospitalier régional (CHR) se trouve à Ouahigouya.